# カトリック香港教区

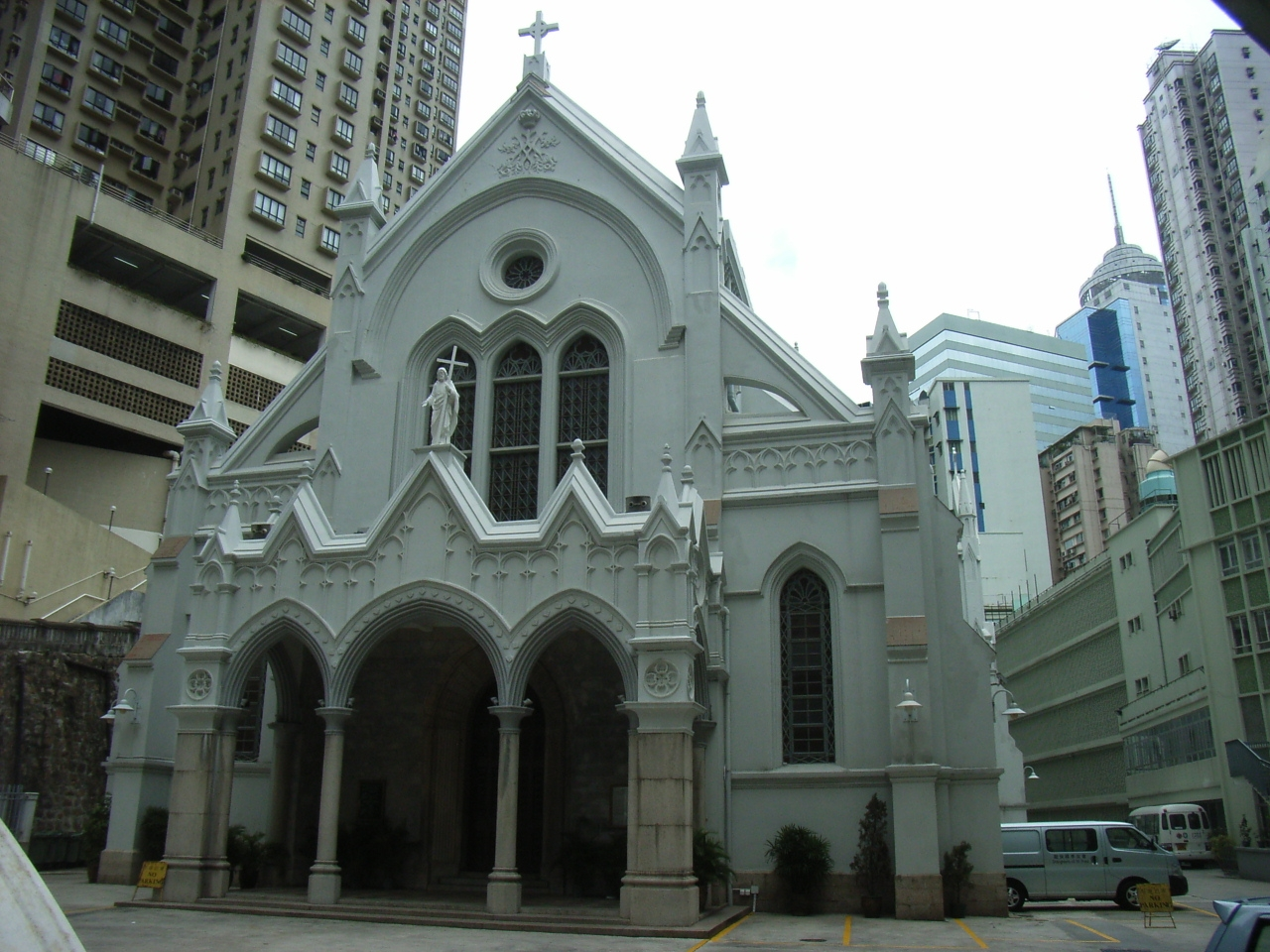
聖母無原罪司教座堂

カトリック香港教区（中: 天主教香港教區、羅:  Dioecesis Sciiamchiamensis 、英: Diocese of Hong Kong）は、中華人民共和国香港特別行政区を管轄区域とするキリスト教カトリック教会の司教区。当教区の上位に大司教区はなく、直接ローマ教皇庁が統治する。司教座聖堂は聖母無原罪司教座堂。

## 沿革
- 1841年 – 4月22日、教皇庁は当時、阿片戦争で清（現在の中国）と戦っていたアイルランド系を中心とする英軍のカトリック将兵のために、香港使徒座知牧区を設置。
- 1874年 – 11月17日、知牧区から香港使徒座代理区へ昇格。
- 1912年 – 清が滅亡し、中華民国が成立。
- 1946年 – 4月11日、教皇庁は中国全土に教階制（ヒエラルキー）を実施。香港使徒座代理区は香港教区に昇格、同時に中国のカトリック教会および広東教会管区の一員となる。香港教区初期の管轄範囲は香港、宝安、海豊および陸豊一帯を含んでいた。
- 1949年 – 中華民国政府が大陸の統治を断念し、台湾に退避する。大陸では中華人民共和国が成立。その後、中国政府は宗教および政治にかかわる政策と法律を改め、教会を迫害。中国政府と香港政庁は相前後して国境を封鎖した。
- 1952年 – 中国政府はバチカンに対して一方的に外交関係を断絶し、反革命罪の名のもとに教皇庁駐中国大使のアントニオ・リベリをはじめ、あらゆる外国籍宣教師を国外追放した。かかる特殊な政治と社会状況において、香港教区および司教は宝安、海豊および陸豊一帯の教会業務を執行するすべがなく、加えて広州大司教区とも正常な関係を維持できなかったことから、特例として教皇庁直轄に変更となった。
- 1997年 – 香港返還が行われ、「一国二制度」実施のもとに、香港のカトリック教会も中国司教団には加わらず、依然として教皇庁直轄の体制となっている。

## 歴代知牧・使徒座代理・司教（教区長）

### 歴代知牧
- 初代 – テオドール・ジョゼ（ミラノ宣教会） 1841年 – 1842年
- 2代 – アントニオ・フェリシアニ（フランシスコ会） 1850年 – 1855年
- 3代 – ルイージ・アンブロッシ 1855年 – 1867年
- 4代 –  ジョバンニ・ティモレオーネ・ライモンディ（ミラノ宣教会）1868年 – 1874年

### 歴代使徒座代理
- 初代 –  ジョバンニ・ティモレオーネ・ライモンディ（ミラノ宣教会）1874年 – 1894年
- 2代 – ルイス・ピアッツォーリ（ミラノ宣教会） 1895年 – 1904年
- 3代 – ドメニコ・ポッツォーニ（ミラノ宣教会） 1905年 – 1924年
- 4代 – エンリコ・パスカル・バルトルタ（ミラノ宣教会） 1926年 – 1946年

### 歴代司教（教区長）

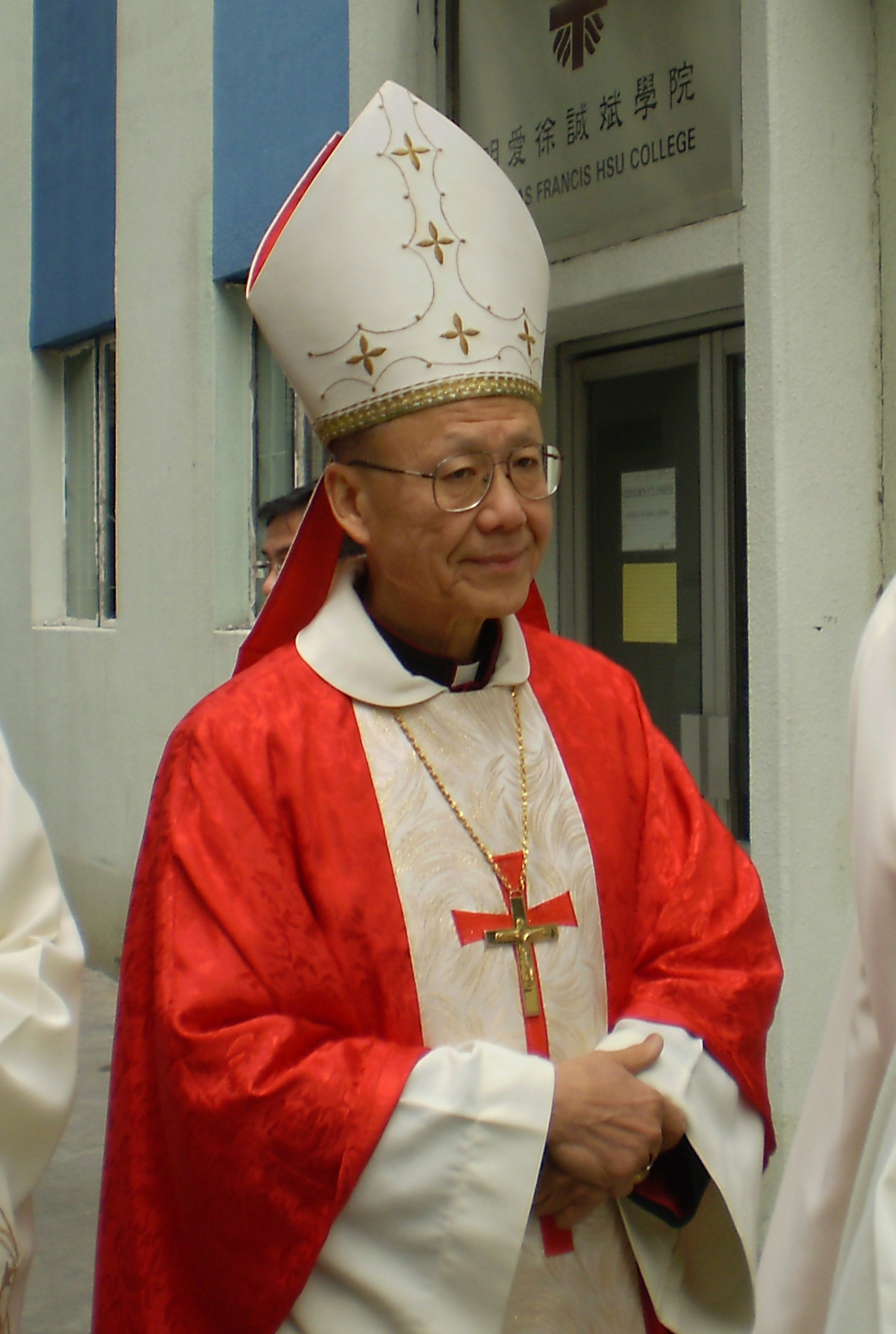
湯漢枢機卿

- 初代 – エンリコ・パスカル・バルトルタ（ミラノ宣教会） 1946年 – 1951年
- 2代 – ロレンツォ・ビアンキ（イタリア語版、中国語版、英語版）（ミラノ宣教会） 1951年 – 1968年
- 3代 – フランシスコ・ザビエル徐誠斌（中国語版、英語版） 1969年 – 1973年
- 4代 – ペトロ李宏基 1973年 – 1974年
- 5代 – 洗礼者ヨハネ胡振中 1975年 – 2002年
- 6代 – ヨセフ陳日君（サレジオ会） 2002年 – 2009年
- 7代 – ヨハネ湯漢 2009年 – 2017年
- 8代 – ミカエル楊鳴章（中国語版、英語版） 2017年 – 2019年